# 音频设备

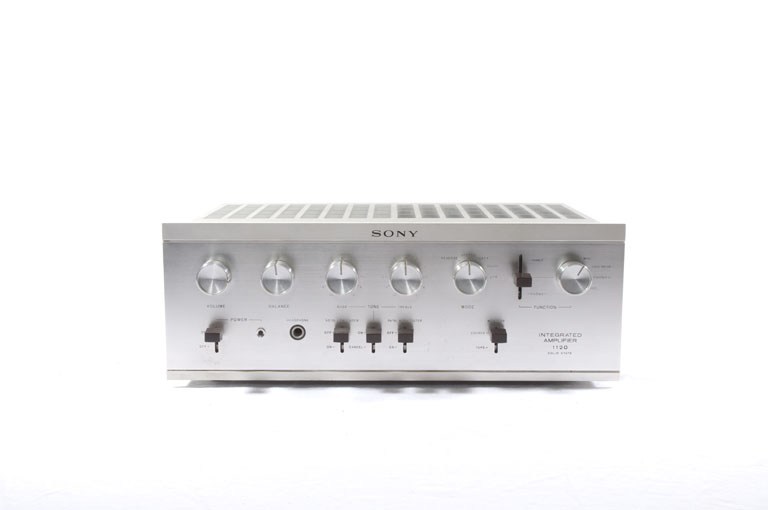
音频放大器

音频设备（英語：audio equipment）是指再现、记录或处理声音的设备，包括音響、麦克风、无线电接收器、AV接收器、CD播放器、录音机、放大器、调音台、效果器、耳机和扬声器。
音频设备被广泛应用在不同场景，如音乐会、酒吧、会议室以及有录制、再现、提升音频需求的家庭。
电子电路作为音频设备的组成部分，也可以设计实现某些信号处理操作，以便在信号处于电气形式时对其进行特定更改。 
音频信号可以通过电子设备生成的电信号来进行合成。
在数字技术取得进展之前，音频设备一直使用模拟电路进行设计。数字信号兼有数字特性，因而通过计算机软件被人操作，这与传统音频设备的方式基本相同。今天，模拟和数字两种设计方法都被广泛使用，而选择哪一种主要取决于实际应用需求。